# Кобылинка (приток Мошни)
Кобылинка — река в России, протекает в Крестецком районе Новгородской области. Исток реки находится в посёлке Крестцы. Устье реки находится в 17 км по правому берегу реки Мошня. Длина реки составляет 12 км.

## Данные водного реестра
По данным государственного водного реестра России относится к Балтийскому бассейновому округу, водохозяйственный участок реки — Мста без реки Шлина от истока до Вышневолоцкого гидроузла, речной подбассейн реки — Волхов. Относится к речному бассейну реки Нева (включая бассейны рек Онежского и Ладожского озера).
По данным геоинформационной системы водохозяйственного районирования территории РФ, подготовленной Федеральным агентством водных ресурсов:
- Код водного объекта в государственном водном реестре — 01040200212102000021503
- Код по гидрологической изученности (ГИ) — 102002150
- Код бассейна — 01.04.02.002
- Номер тома по ГИ — 2
- Выпуск по ГИ — 0